# 拉菲特维戈尔达讷
拉菲特维戈尔达讷（法語：Lafitte-Vigordane，法語發音：[lafit viɡɔʁdan]）是法国上加龙省的一个市镇，属于米雷区。

## 地理
拉菲特维戈尔达讷（43°17'59"N, 1°9'47"E）面积11.38 平方千米，位于法国奧克西塔尼大區上加龙省，该省份为法国西南部内陆省份，西南端与西班牙接壤，自此顺时针与上比利牛斯省、热尔省、塔恩-加龙省、塔恩省、奥德省和阿列日省接壤。
与拉菲特维戈尔达讷接壤的市镇（或旧市镇、城区）包括：佩西、卡尔博讷、格拉唐斯、马里尼亚克-拉斯克拉尔、圣埃利克斯堡、加龙河畔萨勒。
拉菲特维戈尔达讷的时区为UTC+01:00、UTC+02:00（夏令时）。

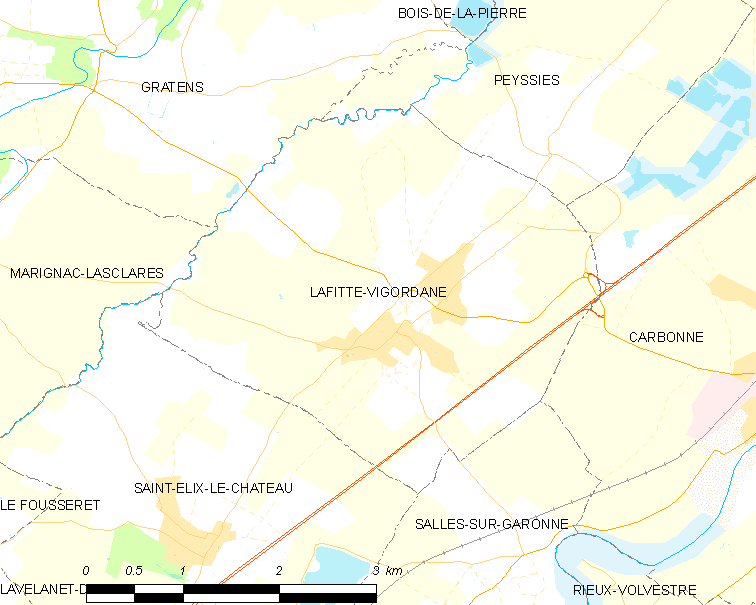
拉菲特维戈尔达讷的OSM定位图

## 行政
拉菲特维戈尔达讷的邮政编码为31390，INSEE市镇编码为31261。

## 政治
拉菲特维戈尔达讷所属的省级选区为欧特里沃县。

## 人口

1962-2008年间拉菲特维戈尔达讷人口变化图示

拉菲特维戈尔达讷于2022年1月1日时的人口数量为1156人。